# Uwe Igler
Uwe Igler (* 14. November 1964 in Schwäbisch Hall) ist ein ehemaliger deutscher Fußballspieler. Für die Stuttgarter Kickers, den FC Schalke 04 und den VfL Osnabrück bestritt er insgesamt 56 Spiele in Bundesliga und 2. Bundesliga, ehe er Mitte der 1990er Jahre wegen Verdachts auf Drogenhandel in die Schlagzeilen geriet. Mit dem hessischen Oberligisten Kickers Offenbach stand er im Halbfinale des DFB-Pokals.

## Werdegang

### Spielerkarriere
Igler spielte in der Jugend vom 1. FC Eislingen und dem 1. Göppinger SV. Bei Göppingen schaffte er 1985 den Sprung in die 1. Mannschaft und wechselte nach einem Jahr in die Oberliga Baden-Württemberg, wo er zehn Tore in 22 Einsätzen für die SpVgg 07 Ludwigsburg erzielte. Durch seine Leistungen wurden die Stuttgarter Kickers auf den jungen Stürmer aufmerksam und holten ihn zur Saison 1987/88 in das Team, um Bernd Grabosch, Demir Hotić, Frank Elser und Ralf Vollmer. Die Kickers, die von Manfred Krafft trainiert wurden, spielten eine überzeugende Saison in der 2. Bundesliga; am Ende stand der erste Tabellenplatz zu Buche. Igler hatte in 17 Einsätzen vier Tore zum Erfolg und dem damit verbundenen Aufstieg in die Bundesliga beigesteuert. In der Bundesliga lief es nicht so weiter, wie die letzte Saison geendet hatte. Die Kickers wurden denkbar knapp Vorletzter. Die Plätze 14 bis 17 standen in der Endtabelle punktgleich da, doch die Kickers hatten von den vier Teams, die diese Plätze belegten, das schlechteste Torverhältnis, so dass der direkte Wiederabstieg zu Buche stand. Igler war zehnmal in der Bundesliga aufgelaufen und hatte zwei Tore erzielt, den Abstieg konnte er nicht verhindern, da er bereits in der Winterpause zum FC Schalke 04 wechselte. Beim S04 verstärkte er den Sturm um Uwe Wassmer, Ingo Anderbrügge und Carsten Marquardt. Er absolvierte zehn weitere Spiele in Liga 2, blieb ohne Torerfolg und landete mit Schalke auf dem 12. Tabellenplatz, anschließend wechselte für ein Jahr zu Kickers Offenbach. Mit dem Zweitligaabsteiger verpasste er in der Oberliga-Spielzeit 1989/90 mit sieben Punkten Rückstand auf Rot-Weiss Frankfurt die Aufstiegsrunde zur 2. Bundesliga deutlich, im DFB-Pokal 1989/90 reüssierten die Offenbacher jedoch. Nach Erfolgen unter anderem über die Bundesligisten Bayer 05 Uerdingen und Borussia Mönchengladbach sowie den Zweitligisten MSV Duisburg erwies sich erst im Halbfinale der spätere Titelträger 1. FC Kaiserslautern als zu stark.
Im Juni 1990 unterzeichnete Igler einen Zwei-Jahres-Vertrag beim Zweitligisten VfL Osnabrück. Nachdem Präsident und Mäzen Hartwig Piepenbrock im Sommer 1991 die Mannschaft nochmals mit über 2 Millionen DM aufgerüstet hatte, die aber damit verbundenen Ambitionen in der Zweitliga-Spielzeit 1991/92 nicht erfüllen konnte und sogar bis zum Ende der Saison in Abstiegsgefahr stand, kam es im Sommer 1992 zur Neuaufstellung. Neben der Neuverpflichtung von Trainer Hubert Hüring bedeutete dies die Trennung von mehreren Spielern, neben dem verletzungsanfälligen Igler wurden Ralf Voigt, Dirk Lellek, Branko Žeravica, Ralf Heskamp und Jean-Pierre de Keyser Opfer der Ausmusterung und Neuausrichtung. Daraufhin beendete er aus gesundheitlichen Gründen seine Profikarriere.
Anschließend spielte Igler noch für die Amateurmannschaft von TSV 1860 München, ehe er 1996 von seinem ehemaligen Stuttgarter Mannschaftskameraden Andreas Kleinhansl zum von diesem trainierten VfL Kirchheim/Teck in die viertklassige Oberliga Baden-Württemberg geholt wurde. 1997 stieg er mit der Mannschaft in die Regionalliga Süd auf, er schloss sich jedoch seinem Ex-Klub Göppinger SV für eine Spielzeit an. Nach der Rückkehr zum zwischenzeitlich wieder in die Oberliga abgestiegenen VfL Kirchheim/Teck beendete er 1999 seine aktive Laufbahn.

### Nach dem aktiven Fußball
2006 übernahm Igler das Traineramt beim 1. FC Donzdorf, am Saisonende stieg die Mannschaft jedoch aus der Verbandsliga Württemberg ab. In der Landesliga Württemberg gelang jedoch als Staffelsieger der direkte Wiederaufstieg. Im September 2008 übernahm er als Nachfolger von Wolfram Wuttke das Traineramt beim TSV Crailsheim in der Oberliga Baden-Württemberg. Anfang Dezember des Jahres erklärte er jedoch aufgrund der unsicheren Situation und Unruhe im Verein auch aufgrund der Abhängigkeit vom Hauptsponsor seinen Rücktritt. Später gehörte er dem Trainerteam des 1. FC Heiningen an, wo er seinem Co-Trainer aus Donzdorfer und Crailsheimer Zeiten Tobias Flitsch zuarbeitete.
Hauptberuflich ist Igler als selbstständiger Finanzberater in Salach tätig.